# Resolució 1207 del Consell de Seguretat de les Nacions Unides
La Resolució 1207 del Consell de Seguretat de les Nacions Unides fou adoptada el 17 de novembre de 1998. Després de recordar totes les resolucions relatives als conflictes a l'antiga Iugoslàvia, en particular la Resolució 827 (1993), el Consell va condemnar a la República Federal de Iugoslàvia (Sèrbia i Montenegro) pel seu incompliment d'execucions d'ordre de detenció emeses pel Tribunal Penal Internacional per a l'antiga Iugoslàvia (ICTY).
El Consell de Seguretat va recordar l'acord marc general i va deplorar la falta de cooperació de la República Federal de Iugoslàvia amb el TPIY.
Actuant en virtut del Capítol VII de la Carta de les Nacions Unides, el Consell va recordar a tots els estats la seva obligació de cooperar amb el Tribunal, inclosa l'execució d'ordres d'arrest. Exhorta als països que encara no ho havien fet, inclosa la República Federal de Iugoslàvia, a prendre mesures en virtut de la seva legislació nacional per aplicar la Resolució 827; no podien invocar disposicions de la legislació interna per donar compte del seu incompliment de les seves obligacions segons el dret internacional.
La resolució va condemnar que les ordres d'arrest no havien estat lliurades per tres sospitosos encarregats d'una massacre de 200 croats i van exigir l'execució immediata i incondicional d'aquestes ordres d'arrest i una transferència al Tribunal.
Es va instar a les autoritats de la República Federal de Iugoslàvia, Kosovo i altres països a cooperar amb el Fiscal del TPIAI per presumptes crims de guerra. Finalment, es va instar al president del Tribunal a informar el Consell sobre els esdeveniments.
La resolució 1207 va ser aprovada per 14 vots contra cap, amb l'abstenció de la Xina, que va argumentar que el TPIAI no era un tribunal de justícia permanent i, per tant, no podia interferir en els assumptes interns de la República Federal de Iugoslàvia i altres països.